# Eremophila lachnocalyx
Eremophila lachnocalyx là một loài thực vật có hoa trong họ Huyền sâm. Loài này được C.A.Gardner mô tả khoa học đầu tiên năm 1942.